# Церковь Санти-Доменико-э-Систо
Церковь Санти-Доменико-э-Систо (лат. Sanctorum Dominici et Sixti, итал. La chiesa dei Santi Domenico e Sisto), также Сан-Систо-Нуово (итал. San Sisto Nuovo — Новая церковь Святого Сикста) — католическая церковь в Риме. Памятник истории и архитектуры. Известна своей необычной архитектурой лестницы и росписью потолка.
Церковь расположена в первом районе Рима Монти, примерно в 150 метрах к востоку от Форума Траяна, на площади Ларго Ангеликум на территории Папского университета Святого Фомы Аквинского («Ангеликум»). Посвящена Святому Доминику и Святому Сиксту (Сиксту II, епископу Рима). Церковь является титулярной и относится к титулярной диаконии Санти-Доменико-э-Систо.

## История
Первая церковь на этом месте называлась Санта-Мария-а-Маньянаполи и была построена до XI века. Она принадлежит ордену доминиканских монахинь монастыря Сан-Систо-алле-Терме-ди-Каракалла, обычно называемого Сан-Систо-Веккьо (Старой церковью Святого Сикста), поэтому последующую стали называть «Новой церковью Святого Сикста» (San Sisto Nuovo). Строительные работы продолжались почти сто лет и в них принимали участие восемь архитекторов и строителей.
Новая церковь была построена по приказу папы Пия V, который сам был доминиканцем. Строительные работы начались в 1569 году, монастырь был возведён к 1575 году.

## Архитектура
Автором первого проекта является Доменико де Меццана, вероятно, он построил первый этаж и части хора. Джакомо делла Порта продолжил строительство около 1579 года, он построил пресвитерий, колокольню и части нефа. После смерти делла Порта с 1609 года Орацио Торриани взял на себя руководство строительством и завершил его к 1632 году.
Верхнюю часть здания строил Винченцо делла Грека, он завершил фасад из травертина в стиле барокко в 1646 году вместе со своим братом Феличе, однако двойную лестницу 1654 года приписывают Орацио Торриани. Фасад разделён на нижний и верхний ярусы парными пилястрами с коринфскими капителями. В поверхности стен вставлены декоративные мотивы, такие как фруктовые гирлянды. Фасад завершает мощный треугольный фронтон, увенчанный вазонами с изображениями языков пламени. На фасаде имеются четыре статуи: две нижние изображают святого Фому Аквинского (справа) и святого Петра Веронского (слева) и созданы Стефано Мадерно, а две верхние изображают святых Доминика (справа) и Сикста II (слева) работы скульптора Маркантонио Канини. В иных источниках автором фасада церкви называется Джованни Баттиста Сориа, хотя и предположительно, на основании сходства с другой церковью Сориа — Сан-Грегорио-аль-Челио. Скорее всего, фасад проектировал Торрриани под влиянием проектов Сориа.
В XIX веке была добавлена нижняя часть лестницы, после того, как пришлось понизить уровень местности, отчего пропорции фасада оказались искажёнными. Необычная лестница церкви Санти-Доменико-э-Систо считается первой двухмаршевой лестницей в римской архитектуре. На самом деле, до этого времени такая конструкция лестниц была известна только в садово-парковой архитектуре. Проект лестницы церкви послужил образцом для знаменитой Испанской лестницы в Риме.

## Интерьер
Церковь представляет собой однонефную постройку без трансепта зального типа с боковыми приделами. Пространство разделено аркадами. Неф перекрыт цилиндрическим сводом. Триумфальная арка необычайно высока и покоится на постаментах с вертикальными волютами. Церковь богато украшена лепниной и позолотой.
Главный алтарь проектировал Джованни Лоренцо Бернини. В алтаре капеллы справа находится скульптурная группа «Noli me tangere» (Не прикасайся ко Мне) работы Антонио Раджи, ученика и помощника Бернини (1649).
Церковь славится росписями цилиндрического свода. Фреска на потолке «Апофеоз Святого Доминика» была написана в 1674 году Доменико Мария Канути с использованием эффекта «trompe l’oeil» (обмана зрения), созданного Энрико Хаффнером. Фреска была создана вскоре после не менее известной плафонной росписи Джованни Баттисты Гаулли в главной церкви иезуитов Иль-Джезу и может рассматриваться как вклад в соревнование между двумя орденами. Чуть позже оба художника выполнили росписи «Апофеоз Ромула» в Палаццо Альтьери в одном и том же стиле.

## Галерея
- Вид на церковь с Римского форума
- Лестница главного фасада
- Интерьер
- Д. М. Канути Апофеоз Святого Доминика. Роспись свода главного нефа. 1674
- Главный алтарь
- Контрфасад
- А. Раджи. Скульптурная группа «Noli me tangere» (Не прикасайся ко Мне). 1649

## Монастырь
Соседний монастырь был основан в 1575 году монахинями-доминиканками, которые переехали из Сан-Систо-Веккьо на Виа Аппиа. В 1871 году монастырь был конфискован правительством Королевства Италии, а в 1928 году продан ордену доминиканцев. Монахини, проживавшие в соседнем здании с 1871 года, переехали в монастырь недалеко от Санта-Мария-дель-Росарио на горе Монте-Марио. С 1932 года Папский университет Святого Фомы Аквинского использует расширенное здание монастыря. Санти-Доменико-э-Систо с тех пор служит университетской церковью.